# Vegetarianismo di Adolf Hitler

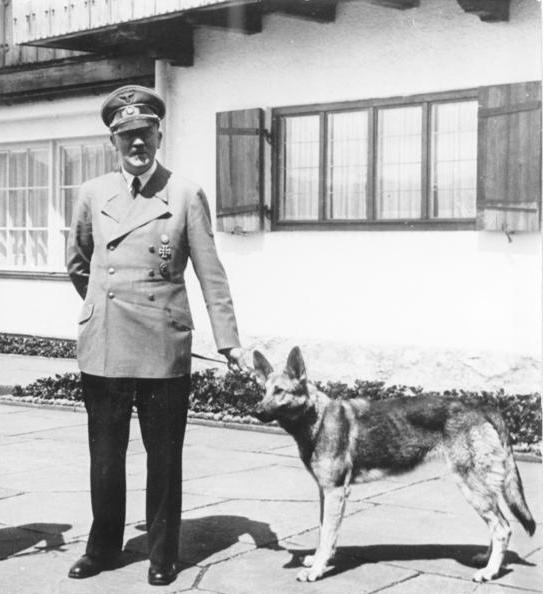
Adolf Hitler e il suo cane Blondi (1942)

Il vegetarianismo di Adolf Hitler è stato oggetto di attenzione ed è ampiamente documentato. Negli ultimi anni il leader nazista seguì infatti una dieta vegetariana; sebbene non sia chiaro quando iniziò ad adottarla, alcuni resoconti affermano che consumò carne fino al 1937. Dal 1938 si diffuse la credenza che fosse vegetariano e dal 1942 lo stesso Hitler affermò di esserlo. Nonostante le numerose argomentazioni e teorie dedicate alle abitudini alimentari del dittatore, oggi gli storici sono concordi nell'affermare che abbia di certo seguito una dieta vegetariana, almeno durante la guerra.

## Dichiarazioni di Hitler riguardo al suo vegetarianismo
Le prime testimonianze riguardanti le sue abitudini alimentari risalgono a una lettera che scrisse nel 1911. Egli ammetteva di soffrire di problemi di stomaco e si era convinto che rinunciando alla carne i suoi dolori sarebbero spariti al che iniziò una dieta a base di frutta e verdura.

Secondo le trascrizioni stenografiche raccolte da Martin Bormann (edite nel 1951 da Henry Picker, uno dei trascrittori) di alcune delle cosiddette "conversazioni a tavola" tenute da Hitler fra il 1941 e il 1944, lui si reputava vegetariano. In quella documentata l'11 novembre del 1941, Hitler disse:

Il 12 gennaio 1942 affermò:
Il 25 aprile 1942, il dittatore parlò del problema del vegetarianismo citando i soldati romani che si nutrivano di frutta e cereali nonché l'importanza del mangiare verdure crude. Cercò di basarsi su argomenti scientifici quali le osservazioni dei naturalisti e riportò l'efficacia di una dieta senza carne.

## Testimonianze
Tutte le persone a conoscenza della dieta del Führer a partire dal 1942 dichiararono che non consumava carne, ma le testimonianze che precedono il secondo Grande Conflitto sono inconsistenti e alcune di esse documentano che mangiasse alimenti animali. Sofia di Grecia incontrò Hitler nel 1932 e nelle sue memorie scrisse di essere stata avvertita del suo vegetarianismo. Tuttavia la cuoca Dione Lucas, che cucinò per Hitler prima della Guerra, documenta che uno dei suoi piatti preferiti fosse la carne di piccione. Secondo Ilse Hess, moglie del politico Rudolf Hess, Hitler cessò di mangiare carne animale eccetto gli gnocchi di fegato. Margot Wölk, assunta in qualità di assaggiatrice del leader nazista nel 1942, dichiara invece che non mangiava mai carne e pesce. Traudl Junge, segretaria del dittatore dal 1942, riporta che "evitava sempre la carne", questo sebbene il suo cuoco Kruemel aggiungesse a volte un pizzico di brodo animale nei suoi piatti. Dichiarò che "notando il tentativo di ingannarlo, sarebbe stato molto infastidito e avrebbe avuto il mal di pancia" e che se avesse permesso a Kruemel di cucinare solo ciò che Hitler voleva "gli avrebbe permesso di preparargli solo zuppe e purè di patate". Inoltre, Marlene von Exner, diventata dietista di Hitler nel 1943, riferisce di aver aggiunto il midollo osseo alle sue zuppe senza che lo sapesse perché "disprezzava" la sua dieta vegetariana.
Alcune note concernenti la sua routine quotidiana del 1944, rivelano che Eva Braun, compagna di Hitler, asserì che "dopo mezzanotte ci sarebbe stata una merenda di zuppa di tartaruga, panini e salsicce"; tuttavia la zuppa di tartaruga era uno dei piatti preferiti di Braun e le note di interrogatorio non indicano se Hitler condivise la cena. Hitler disapprovava anche i cosmetici dato che contenevano prodotti di origine animale e canzonava la futura moglie per la sua abitudine di truccarsi.

In un diario datato il 26 aprile 1942 Joseph Goebbels descrive Hitler come un vegetariano impegnato:
In un articolo del 1937, il New York Times affermò che "è ben noto che Hitler è vegetariano, non beve e non fuma. Il suo pranzo e la sua cena perciò consistono nella maggior parte dei casi di zuppa, uova, verdure e acqua minerale, sebbene consumi occasionalmente una fetta di prosciutto e affermi quanto è tediosa una dieta priva di delicatezze quali il caviale." Nel mese di novembre del 1938 venne riportato, in un articolo che descriveva la sua casa in montagna che era vegetariano e antialcolista. Ignatius Phayre scrisse che "il suo chef ideò un grandioso assortimento di piatti vegetariani ricchi e saporiti che allietassero l'occhio e il palato in conformità ai principi che Hitler esigeva."

## Teorie
Nella serie di documentari The Nazis: A Warning from History della BBC, un testimone oculare dichiara che quando Hitler guardava un film tendeva a chiudere gli occhi e a distogliere lo sguardo durante le scene di violenza verso gli animali. Il documentario affronta anche il tema delle leggi a difesa dei diritti animali introdotte durante il nazismo.

Lo psicoanalista Erich Fromm sostenne che il suo vegetarianismo fosse stato causato da una reazione psicologica dovuta alla morte della nipote Geli. Walter Charles Langer sostiene, nel suo libro La mente di Adolf Hitler, che il suo regime alimentare fosse dovuto alle teorie storiche di Richard Wagner:
Alexander Cockburn ha però affermato:
Nel maggio 2018 la rivista European Journal of Internal Medicine pubblica una analisi effettuata da Philippe Charlier assieme al suo team dell'Università di Versailles Saint Quentin en Yvelines. L'analisi è stata effettuata sui presunti resti di Hitler, conservati dai Servizi Segreti russi, tramite microscopio elettronico a scansione per evitarne il danneggiamento. Pur non essendo in grado di definire le cause della morte, analizzando la placca presente su alcuni frammenti della mandibola superiore e inferiore, una sostanza che intrappola microscopiche particelle di cibo, si è avuta la conferma che Hitler fosse vegetariano.